# 말펜사 공항터미널2역
말펜사 공항터미널2역(이탈리아어: Malpensa Aeroporto Terminal 2)은 밀라노-말펜사 공항의 제2터미널로 운행하는 기차역이다. 2016년 터미널1역에서 3.4km의 철도 연장으로 개통되어 페로비에노르드(Ferrovienord)가 관리하는 부스토 아르시조-말펜사 공항 철도의 서쪽 종점이 되었다.

## 운행편
기차 서비스는 트레노르드와 TILO에서 운영하며 시계 방향 일정에 따라 운영된다.
- 트레노르드 말펜사 익스프레스 : 말펜사 공항 T2-말펜사 공항 T1- 사론노 – 밀라노 카도르나 / 밀라노 중앙역, 15분 간격으로 운행(카도르나까지 시간당 2편, 중앙역까지 2편 운행)
- TILO S50[4]: 말펜사 공항 T2-말펜사 공항 T1- 갈라라테 – 바레세 – 멘드리시오 – 루가노 - 벨린초나, 매시간 운행[5]